# Harbo
Harbo est une localité suédoise de la commune de Heby située dans le comté d'Uppsala.
Sa population était de 806 habitants en 2019.